# Египетско-марокканские отношения
Египетско-марокканские отношения — дипломатические отношения между Арабской Республикой Египет и Королевством Марокко в политической, экономической и культурной сферах.

## Дипломатические отношения
С момента обретения независимости два государства поддерживали благоприятные отношения. Обе страны являются членами Лиги Арабских государств, Совета арабского экономического единства, ВТО, Движения неприсоединения, Организации исламского сотрудничества, и ООН.

## Проблема Западной Сахары
В 1999 году Египет вновь поддержал территориальную целостность Марокко:
«Египет всегда поддерживал усилия Марокко по совершенствованию своей территориальной целостности» — заявил заместитель министра иностранных дел Египта Джамаль-Эддин Байуми в интервью марокканской газете «Аль-Мунаатаф», имея в виду оккупацию Марокко Западной Сахары. Байуми также подчеркнул необходимость укрепления торговых отношений между Марокко и Египтом.

## Экономическое сотрудничество
Марокко и Египет являются подписантами Агадирского Соглашения о создании Зоны свободной торговли между арабскими Средиземноморскими государствами, подписанного в Рабате, столице Марокко, 25 февраля 2004 года. Соглашение было направлено на создание зоны свободной торговли между Иорданией, Тунисом, Египтом и Марокко и рассматривалось как возможный первый шаг в создании Евро-Средиземноморской зоны свободной торговли, как это предусмотрено Барселонским процессом.